# Irena Sendler (téléfilm)
Pour les articles homonymes, voir Sendler.
Pour plus de détails, voir Fiche technique et Distribution.
Irena Sendler (Dzieci Ireny Sendlerowej) est un téléfilm biographique réalisé par John Kent Harrison, sorti en 2009. Son titre original américain est The Courageous Heart of Irena Sendler.

## Synopsis
L'histoire d'Irena Sendlerowa, travaillant aux services des affaires sociales et membre de la Résistance polonaise pendant la Seconde Guerre mondiale, fut arrêtée par les Nazis pour avoir sauvé près de 2 500 enfants juifs en les faisant sortir du Ghetto de Varsovie.

## Fiche technique et artistique
- Titre polonais : Dzieci Ireny Sendlerowej
- Titre français : Le courage d'Irena Sendler
- Titre anglais : The Courageous Heart of Irena Sendler
- Réalisation : John Kent Harrison
- Scénario : John Kent Harrison et Larry Spagnola
- Direction artistique : Waldemar Kalinowski et Darius Bastys
- Costume : Małgorzata Braszka et Piotr Grabarczyk
- Directeur de la photographie : Jerzy Zieliński
- Montage :
- Musique originale : Jan A.P. Kaczmarek
- Son :
- Production : Jeff Most (en), Jeff Rice et Brent Shields
- Coproduction :
- Sociétés de production : Baltmedia, Columbia Broadcasting System, Hallmark Hall of Fame Productions, Jeff Most Productions, K&K Selekt, Most/Rice Productions et Telekompanija Forma Pro
- Distribution : CBS
- Budget :
- Pays d'origine : États-Unis
- Langue : anglais, russe, allemand, letton
- Format :
- Long métrage de fiction - drame
- Durée : 95 minutes
- Dates de sortie : 
  -  États-Unis : 19 avril 2009
  -  Pologne : 13 août 2009
  -  Japon : 13 novembre 2010
  -  France : 11 février 2011 en DVD

## Distribution
- Anna Paquin[2] (VF : Hélène Bizot) : Irena Sendlerowa
- Marcia Gay Harden (VF : Marie-Madeleine Burguet) : Janina Krzyżanowska
- Goran Višnjić : Stefan Zgrzembski
- Nathaniel Parker : Dr Majkowski
- Steve Speirs : Piotr
- Paul Freeman : M. Godlewski
- Danny Webb : Trojan
- Krzysztof Pieczyński : Dr Janusz Korczak
- Maja Ostaszewska : Jadwiga
- Danuta Stenka (VF : Béatrice Michel) : Hannah Rozenfeld
- Olga Bołądź (VF : Valérie Nosrée) : Zofia
- Jerzy Nowak : le vieux rabin
- Karolina Dryzner
- Michelle Dockery (VF : Marie Zidi) : Ewa Rozenfeld
- Iddo Goldberg : Jakub Rozenfeld
- Rebecca Windheim : Karolina Rozenfeld
- Leigh Lawson : Rabbi Rozenfeld
- Scott Handy : Michal Laski

## Distinctions et récompenses
- Nommé Meilleur téléfilm aux 14e cérémonie des Satellite Awards
- Nomination Meilleure actrice dans une mini-série ou un téléfilm pour Anna Paquin à la 67e cérémonie des Golden Globes
- Nomination Meilleure actrice dans un second rôle pour Marcia Gay Harden à la 61e cérémonie des Primetime Emmy Awards